# Fabio Albarelli
Fabio Albarelli (ur. 26 czerwca 1943 w Weronie, zm. 4 października 1995 w Wenecji) – włoski żeglarz sportowy, olimpijczyk. Brązowy medalista olimpijski z igrzysk w Meksyku.
Wielokrotnie brał udział w krajowych mistrzostwach w żeglarstwie, w których wygrał raz, w 1956 roku. Najwyższym miejscem, które zajął na mistrzostwach świata, było miejsce szóste.
Zawody żeglarskie w 1968 były jego pierwszymi igrzyskami olimpijskimi. Zajął trzecie miejsce w klasie Finn, uzyskując łączną sumę 55,1 punktów. Brał również udział w igrzyskach w 1976 roku,  w klasie Soling, zajmując 15. miejsce.